# Ађус
Ађус (итал. Aggius) је насеље у Италији у округу Сасари, региону Сардинија.
Према процени из 2011. у насељу је живело 1381 становника. Насеље се налази на надморској висини од 509 м.

## Становништво
Према резултатима пописа становништва 2011. у општини је живело 1.602 становника.
| 1931. | 1936. | 1951. | 1961. | 1971. | 1981. | 1991. | 2001. | 2011. |
| ----- | ----- | ----- | ----- | ----- | ----- | ----- | ----- | ----- |
| 1.208 | 1.205 | 1.490 | 1.761 | 1.747 | 1.781 | 1.787 | 1.686 | 1.602 |